# Очковая славка

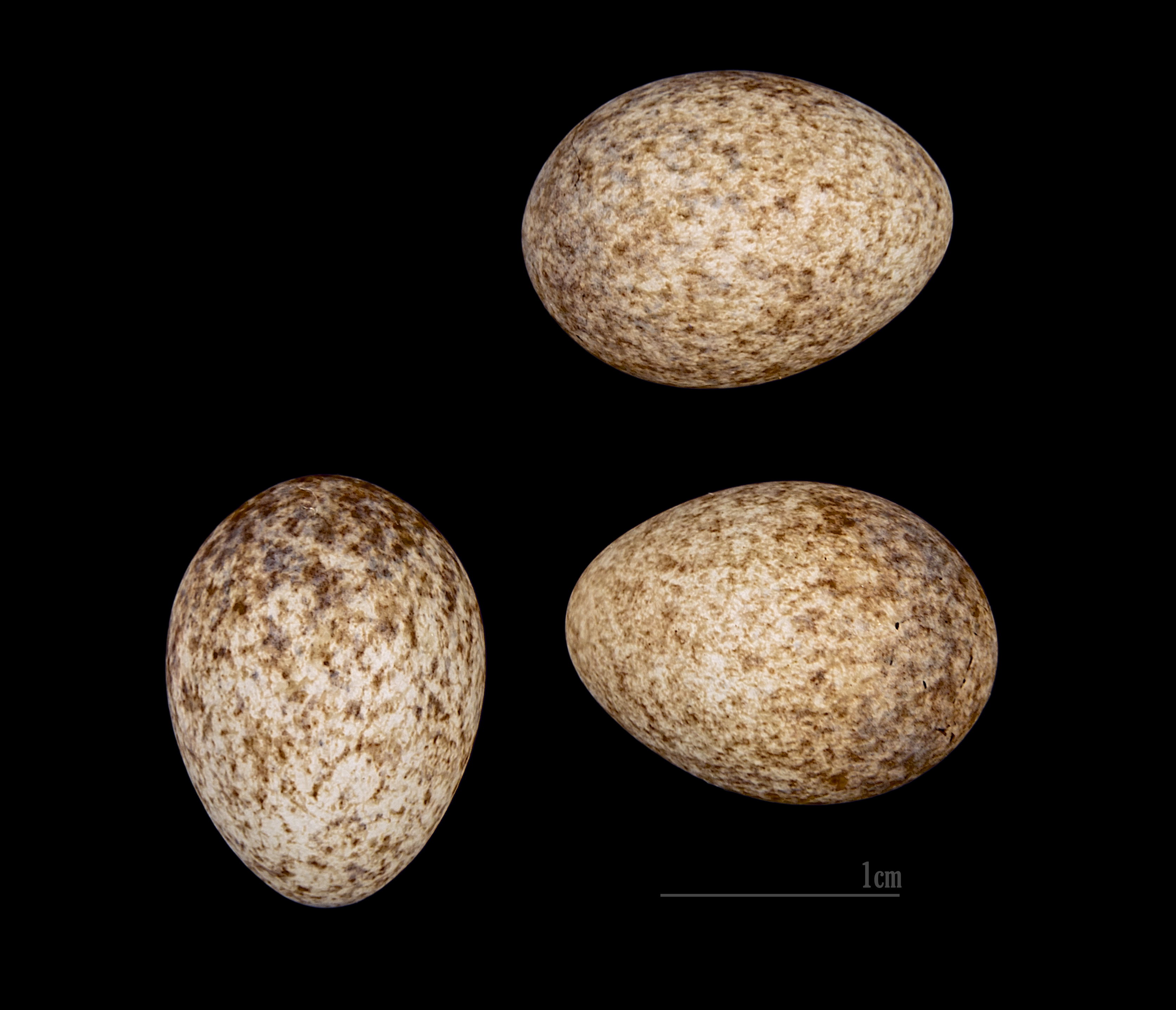
Sylvia conspicillata

Очко́вая сла́вка (лат. Curruca conspicillata) — вид птиц семейства славковых (Sylviidae). Выделяют два подвида.

## Описание
Очковая славка очень похожа на серую славку. Однако, она меньше размером от 12 до 13 см и весом от 8 до 10 г и стройнее. Голова самца серая с белым горлом и чёрными кроющими уха, область между глазом и основанием клюва также чёрная. Окологлазное кольцо белое. Спина бурая, розово-серый цвет груди темнее, чем у серой славки. Крылья у обоих полов одноцветно красно-бурые и короче, чем у серой славки. У самки голова более коричневая, чем у самки серой славки.

## Распространение
Маленькая средиземноморская западно-палеарктическая область гнездования охватывает в Европе Испанию, юг Франции, центральную и южную Италию, Сардинию, Корсику, Балеарские острова, острова Зелёного Мыса и Канарские острова. К югу вид заселяет также север Африки от Марокко на восток до Ливии. Кроме того, географически изолированно очковая славка обитает в небольшом ареале на Ближнем Востоке (Кипр, Сирия, Ливан, Израиль и Иордания). Европейские популяции мигрируют на зимовку в Северную Африку, южные популяции — это преимущественно оседлые птицы.
Очковая славка гнездится в низкорослом кустарнике на горных склонах, в густом кустарнике и травянистой растительности полупустынь и солевых степей.